# Postać literacka

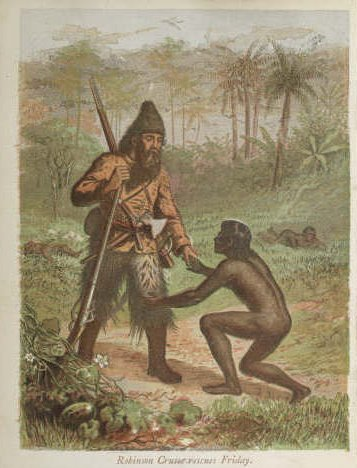
Robinson Crusoe i Piętaszek jako przykłady znanych postaci literackich. Ilustracja pochodząca z wydania powieści Daniela Defoe z 1868 roku

Postać literacka (porte parole, bohater literacki) – postać fikcyjna ukazana w świecie przedstawionym dzieła literackiego. Może być tożsama z podmiotem mówiącym dzieła (liryka, narratorzy pamiętników itp.), ale najczęściej jest od niego różna (epika, dramat). Jest uwidoczniana w tekście przez opis – cech wyglądu i charakteru oraz działań, a także może wyrażać w tekście swoje myśli i odczucia. Natomiast jej sposób zaistnienia w świecie przedstawionym jest uzależniony od motywacji i charakterystyki.
Jest określonym układem motywów uzależnionych od konkretnych zasad scalających, np.:
- stereotypu utrwalonego w danym gatunku literackim,
- wzorca osobowego dostępnego obserwacji w świecie rzeczywistym, którego jest w założeniu literacką emanacją,
- ideału, będącego wzorcem wychowawczym godnym rozpowszechniania.

W utworach opartych na fabule można dostrzec zazwyczaj hierarchię ważności występujących osób. Można wyróżnić postaci pierwszo-, drugo- i trzecioplanowe, a spośród pierwszoplanowych – główną postać, której losy tworzą główny wątek fabuły. Postacie drugoplanowe, nazywane niekiedy pobocznymi, uczestniczą w niektórych wydarzeniach, zaś trzecioplanowe, zwane epizodycznymi, w pojedynczych sytuacjach, zaistniałych na marginesie głównego nurtu wydarzeń w utworze literackim.
Odrębną kategorią są postaci występujące w utworach, których świat przedstawiony jest umiejscowiony w konkretnym czasie historycznym i których istnienie jest poświadczone dokumentami historycznymi. Ich fikcyjność ogranicza się jedynie do niemożliwych do zweryfikowania przedstawień cech, działań, myśli, odczuć i wypowiedzi postaci.
W niektórych utworach epickich występujące postaci traktowane są równorzędnie, żadna z nich nie jest bohaterem głównym. W takim przypadku mówi się o bohaterze zbiorowym. Utwór przedstawiający dzieje bohatera zbiorowego, np. środowisko społeczne, często nie ma wyraźnych wątków, zaś fabuła składa się z mniej lub bardziej powiązanych epizodów.
W dziełach literackich propagujących normy moralne, zasady światopoglądowe czy sposoby postępowania pojawia się bohater pozytywny, będący postacią wzorcową i przykładem aprobowanej przez autora postawy życiowej. Postacie tego typu mogą bezpośrednio wypowiadać myśli i przekonania autora, stanowiąc jego porte-parole. Bohaterowie pozytywni obecni są m.in. w twórczości Stefana Żeromskiego (Ludzie bezdomni, Syzyfowe prace) i Marii Dąbrowskiej (Noce i dnie).
Niektóre epoki literackie wypracowały specyficzny wzór bohatera literackiego, prezentującego tematy i idee panujące w danej epoce. Przykładowo, dla romantyzmu charakterystyczny był bohater romantyczny. Jego charakterystyczne cechy to skłócenie ze środowiskiem, niemożność znalezienia miejsca w społeczeństwie, wrażliwość, intensywność przeżyć wewnętrznych.